# Jugendstil
Le Jugendstil (également appelé Art nouveau), équivalent en Allemagne de l'Art nouveau, est un mouvement artistique moderniste international embrassant toutes les disciplines à la fin du XIXe siècle. Les peuples germanophones, ou situés dans cette sphère d'influence, utilisèrent également à cette époque d'autres termes, comme Reformstil ou Secessionsstil, pour identifier cette esthétique « fin de siècle ».

## Naissance d'un mouvement

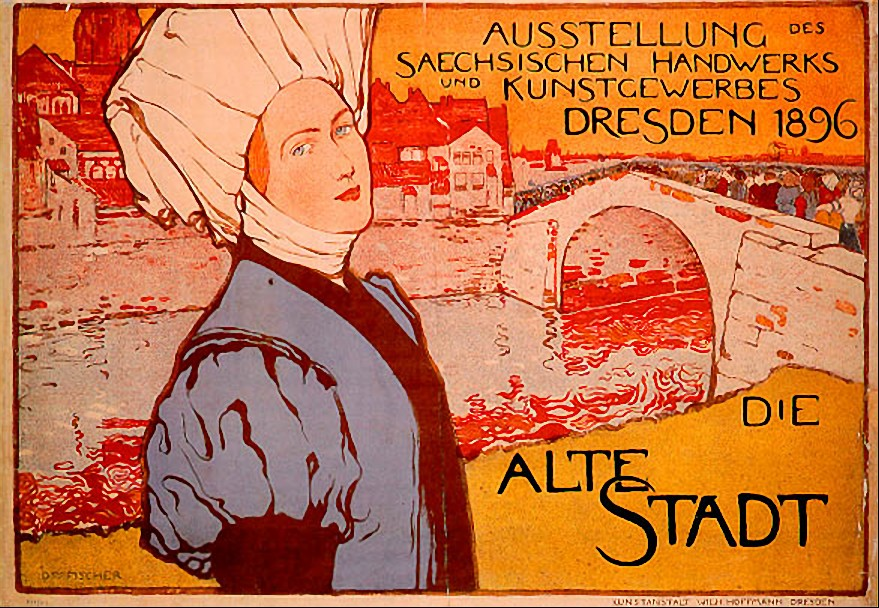
Affiche d'Otto Fischer pour l'Exposition de Dresde en 1896.

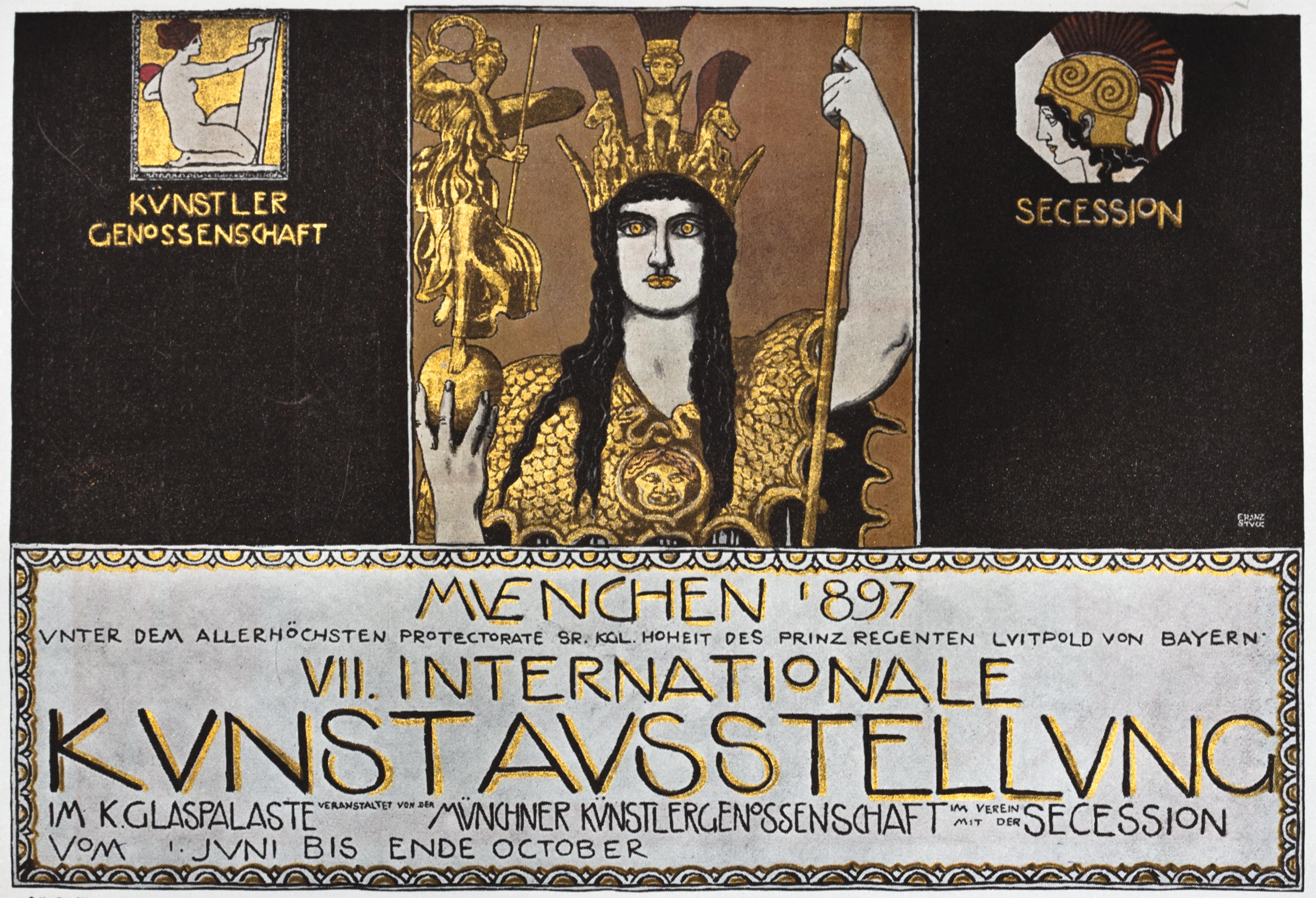
Affiche de Franz von Stuck pour la VIIe Sécession de Munich (1897).

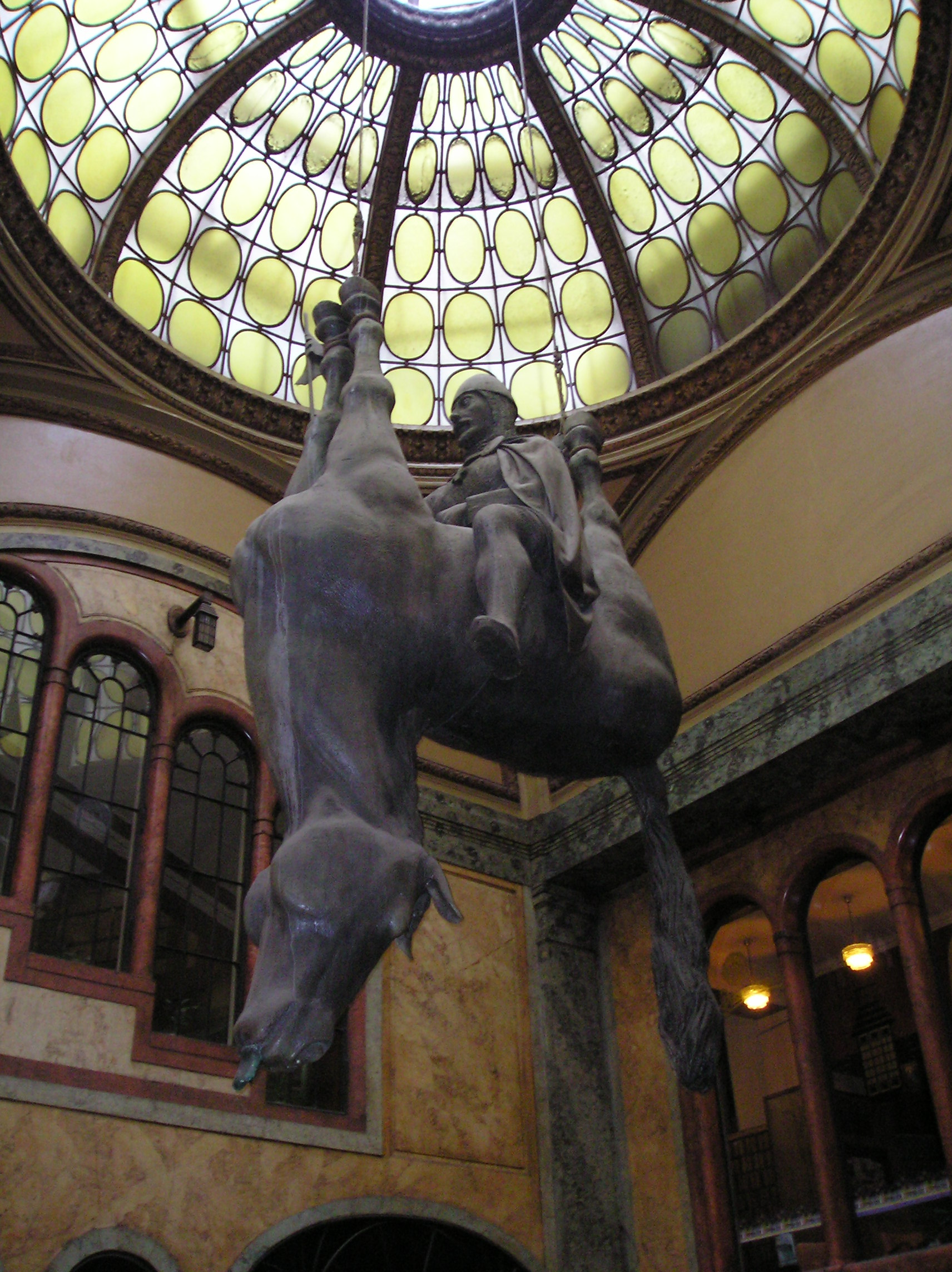
Le passage Lucerna à Prague.

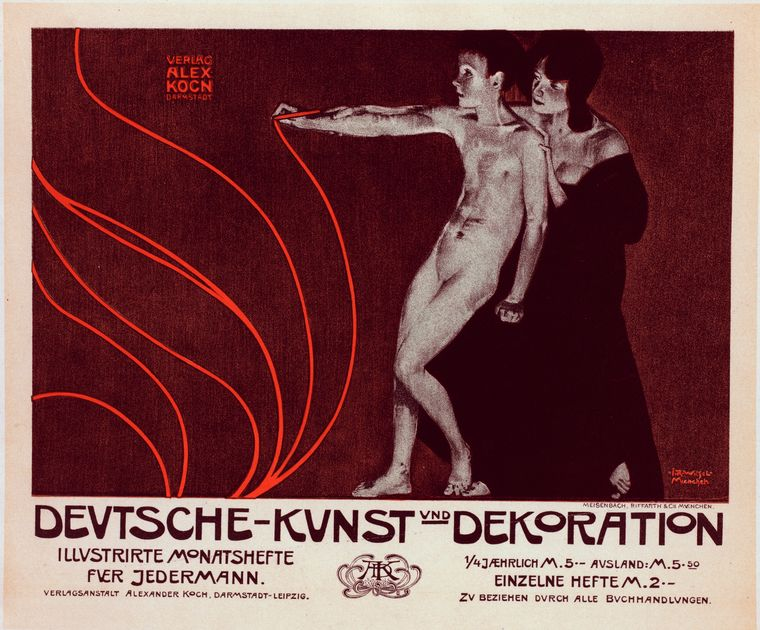
Affiche de J. R. Witzel pour la revue munichoise Deutsche-Kunst und Dekoration (1898).

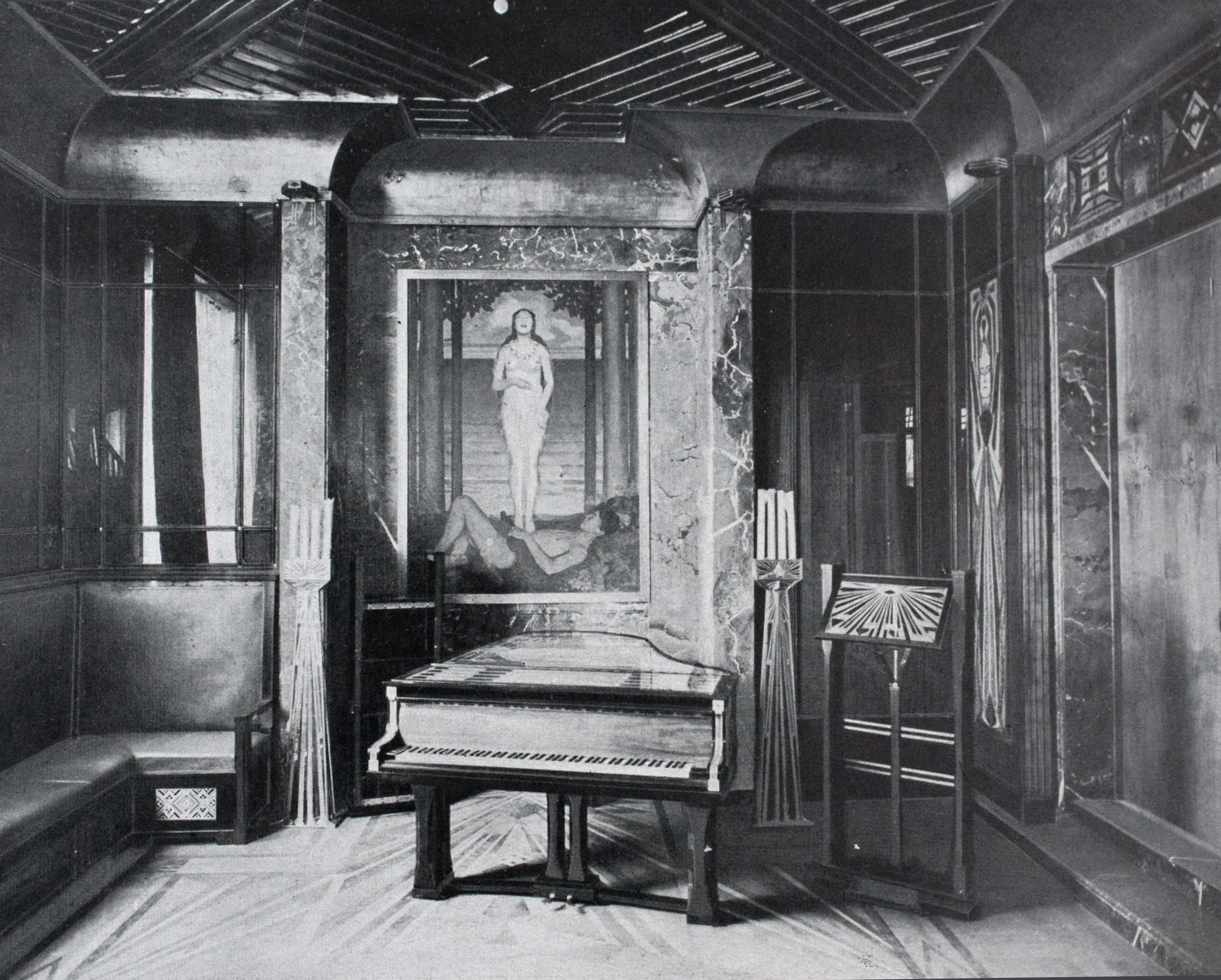
Salon de musique de la maison Behrens à Darmstadt (1901).

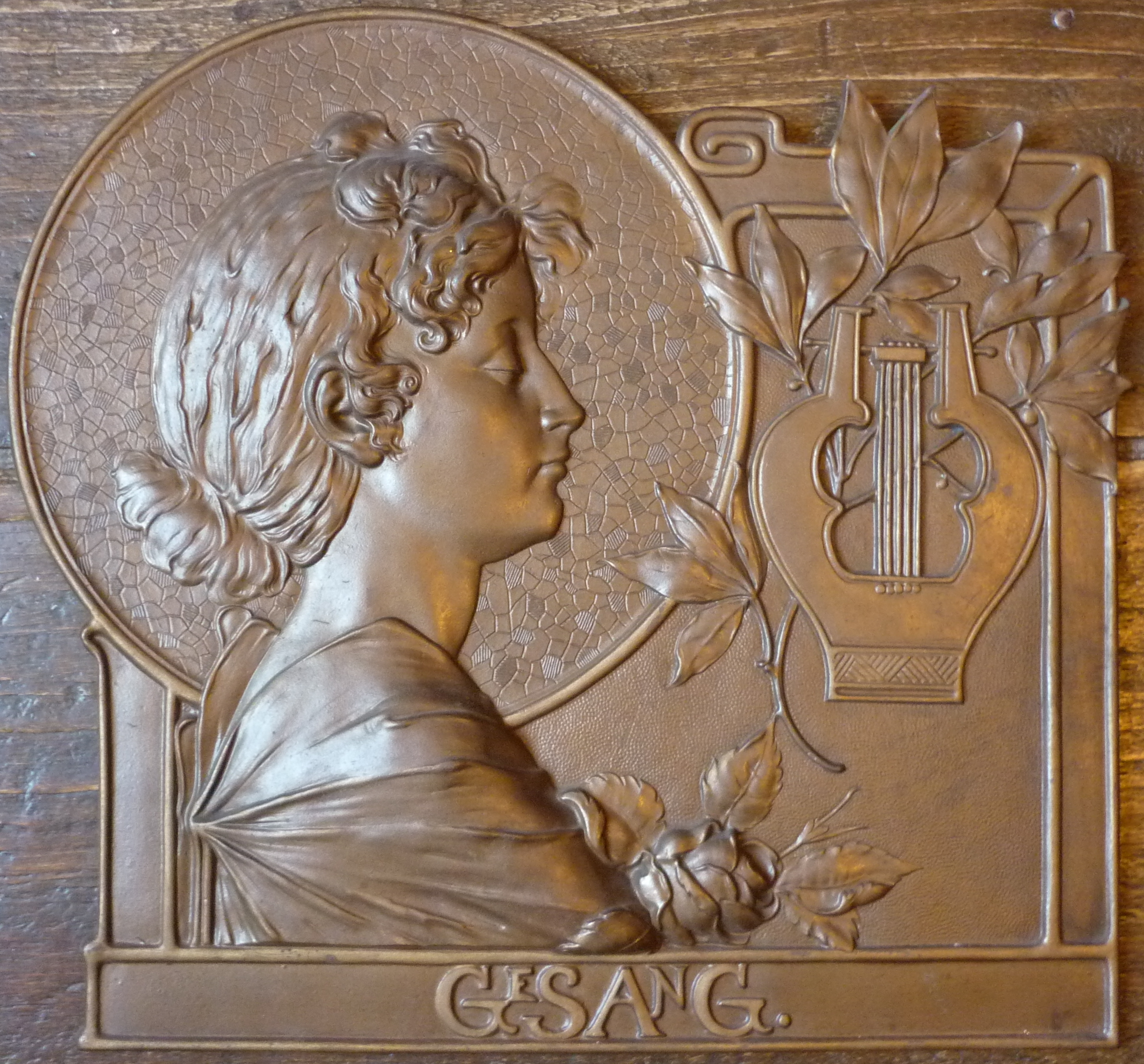
Plaque décorative Gesang des forges Eisenhütte Mägdesprung, (1905).

Le terme Jugendstil renvoie originellement à la revue munichoise Jugend, créée en janvier 1896 par Georg Hirth (1865-1902), laquelle accueille dès ses débuts artistes et critiques défendant le nouveau style. Il est également employé aux Pays-Bas, en Scandinavie et dans les pays baltes.
Le Jungen, est un mouvement global qui est apparu à Vienne dès la fin du XIXe siècle. Le Jungen, définit un mouvement « moderne », s’articulant autour de la « jeunesse » viennoise, qui se caractérise par un choc des générations et un contexte politique viennois libéral. Le Jungen concernant d’abord la culture, la philosophie ou la politique, va rapidement s’étendre aux arts, et va faire rupture avec un passé académiste.
Cette modernité, qui affecte et transforme aussi bien l’architecture que les arts décoratifs, prend son essor dans certaines régions allemandes au début des années 1890, alors qu'une bataille esthétique se joue entre les conservateurs, ou tenants d'une tradition, et les progressistes, ouverts aux nouveaux courants tels que l’impressionnisme, le symbolisme, le japonisme, et, paradoxalement, aux idées développées par l'Arts & Crafts, né d'une réaction sur l'industrialisation des moyens de production affectant notamment l'artisanat.
Ces tendances émergent entre 1875 et 1890. Elles sont sensiblement plus lentes à s'imposer en Allemagne qu'en Grande-Bretagne ou en France par exemple. L'Art nouveau allemand permet à la fois l'émergence d'individualités fortes et la production de masse. Des liens se nouent entre des plasticiens comme Fritz von Uhde, Wilhelm Trübner, Franz von Stuck, Eugene Spiro, tous d'origines diverses et de parcours différents, mais refusant le conformisme ambiant. Ainsi, Von Uhde, après un séjour à Paris, ouvre une école à Munich, où il croise Franz von Stuck. Celui-ci, l'un des initiateurs de la Sécession munichoise de 1892, formera Eugene Spiro. Grand voyageur, Trübner se fixe d'abord à Francfort, tout en gardant des liens forts avec Berlin, où il participera activement à la Berliner Secession (1899).
Ouvert à tous ces artistes, le fondateur de Jugend, Georg Hirth, estime que l'art nouveau commence en Allemagne avec l'ouverture en avril 1897 de la foire de Leipzig, l'« Exposition industrielle et commerciale de Saxe et de Thuringe » (Sächsisch-Thüringische Industrie- und Gewerbeausstellung). Celle-ci permit notamment de découvrir les expériences architecturales de Paul Möbius (de) (1866-1907) et une fresque monumentale de Max Klinger, laquelle provoqua une polémique mais permit d'asseoir définitivement l'élan moderniste dans l'opinion. Outre les progrès de type industriel qui y sont mis en avant, la présence d'un certain « esprit viennois » y est manifeste. La capitale austro-hongroise est alors le théâtre d'une véritable révolution, la « Sécession ». Les grandes villes de l'Empire allemand comme Munich, Karlsruhe, Dresde, Berlin et Leipzig, s'ouvrent aux changements et organisent de nombreuses manifestations similaires, engendrant une forte émulation. L'influence des grandes expositions internationales comme celles de Barcelone (1888), Paris (1889) ou Chicago (1893) est incontestable, car elles favorisent les échanges d'idées et nourrissent une forme d'esprit de compétition, non seulement sur le plan industriel et commercial, mais aussi sur le plan esthétique.
Sur le plan des idées, d'autres revues que Jugend mirent en avant les courants réformistes et modernistes dans l'art en général, telles Pan, Simplicissimus, Deutsche-Kunst und Dekoration ou Dekorative Kunst lancée par l'architecte Hermann Muthesius et Julius Meier-Graefe. Celui-ci allait ouvrir à Paris en 1900 un magasin spécialisé dans la décoration et les meubles, La Maison Moderne. Ces revues prônaient de nouveaux concepts sur l'architecture, le dessin, la décoration, les objets du quotidien. De jeunes artistes comme Otto Fischer y firent leurs débuts, et leurs plus grandes plumes furent Hermann Obrist et d'August Endel. Muthesius, promoteur des idées de William Morris, initia en 1907 le Deutscher Werkbund avec Peter Behrens ; son l'influence se ressentit au moment de l'émergence du Bauhaus. Quant à l'expressionnisme, il doit beaucoup à ce mouvement.
L'aristocratie allemande ne reste pas insensible à cet « art nouveau » : véritable promoteur du Jugendstil, le prince Ernest-Louis de Hesse rencontre en Angleterre des décorateurs et les engage pour son palais de Darmstadt. En 1899, ils fondent une colonie d'artistes nommée Mathildenhöhe où se retrouvent notamment Joseph Maria Olbrich, Peter Behrens et Bernhard Hoetger. À Karlsruhe, Hermann Billing ouvre un cabinet d'architecture qui rayonne bientôt sur toute l'Allemagne. Par ailleurs, l’architecte belge Henry Van de Velde eut une influence déterminante.
Ce sont des créateurs allemands qui répandirent l'Art nouveau à Rīga, ville qui devint un exemple pour la Lettonie, avec les réalisations de l'architecte Mikhaïl Eisenstein.

## Principaux créateurs liés au Jugendstil
- Jānis Alksnis
- Peter Behrens
- Hans Eduard von Berlepsch-Valendas (de)
- Otto Julius Bierbaum
- Hermann Billing
- Samuel Bing (mécène)
- Hans Christiansen
- Wilhelm Lucas von Cranach (de)
- Lovis Corinth
- Robert Curjel
- Fritz Drechsler (de)
- Martin Dülfer (de)
- Otto Eckmann
- Mikhaïl Eisenstein
- Léon Elchinger
- August Endel
- Frank Eugene
- Theodor Fahrner (de)
- Otto Fischer
- Friedrich Goldscheider (de)
- Josef Goller (de)
- Ludwig Habich (de)
- Emil Franz Hänsel (de)
- Bruno Héroux
- Hermann Hirzel (de)
- Bernhard Hoetger
- Ludwig von Hofmann
- Adolfo Hohenstein
- Patriz Huber (de)
- Gustav Kampmann (de)
- Eugen Kirchner
- Gustav Klimt
- Max Klinger
- Karl Koepping
- Theodor von Kramer (de)
- Max Laeuger
- Paul Lange (de)
- Walter Leistikow
- Max Liebermann
- Ephraim Moses Lilien
- Wilhelm List
- Julius Meier-Graefe
- Jean Mich
- Paul Möbius (de)
- Otto Modersohn
- Paula Modersohn-Becker
- Bruno Möhring
- Karl Moser
- Alfons Mucha
- Albin Müller (de)
- Hermann Muthesius
- Hermann Obrist
- Joseph Maria Olbrich
- Viktor Olíva
- Karl Ernst Osthaus
- Konstantīns Pēkšēns
- Bernhard Pankok
- Bruno Paul
- Alfred Pellon
- Maxmilián Pirner
- Max Pommer (de)
- Franz Rank (de)
- Fritz Rehm
- Karel Reisner
- Richard Riemerschmid
- Josef Kaspar Sattler
- Erich Schilling
- Léo Schnug
- Charles Spindler
- Konrad Starke
- Franz von Stuck
- Wilhelm Trübner
- Fritz von Uhde
- Henry Van de Velde
- Heinrich Vogeler
- Clara Westhoff
- Josef Rudolf Witzel